# Alexander von Kielmansegg

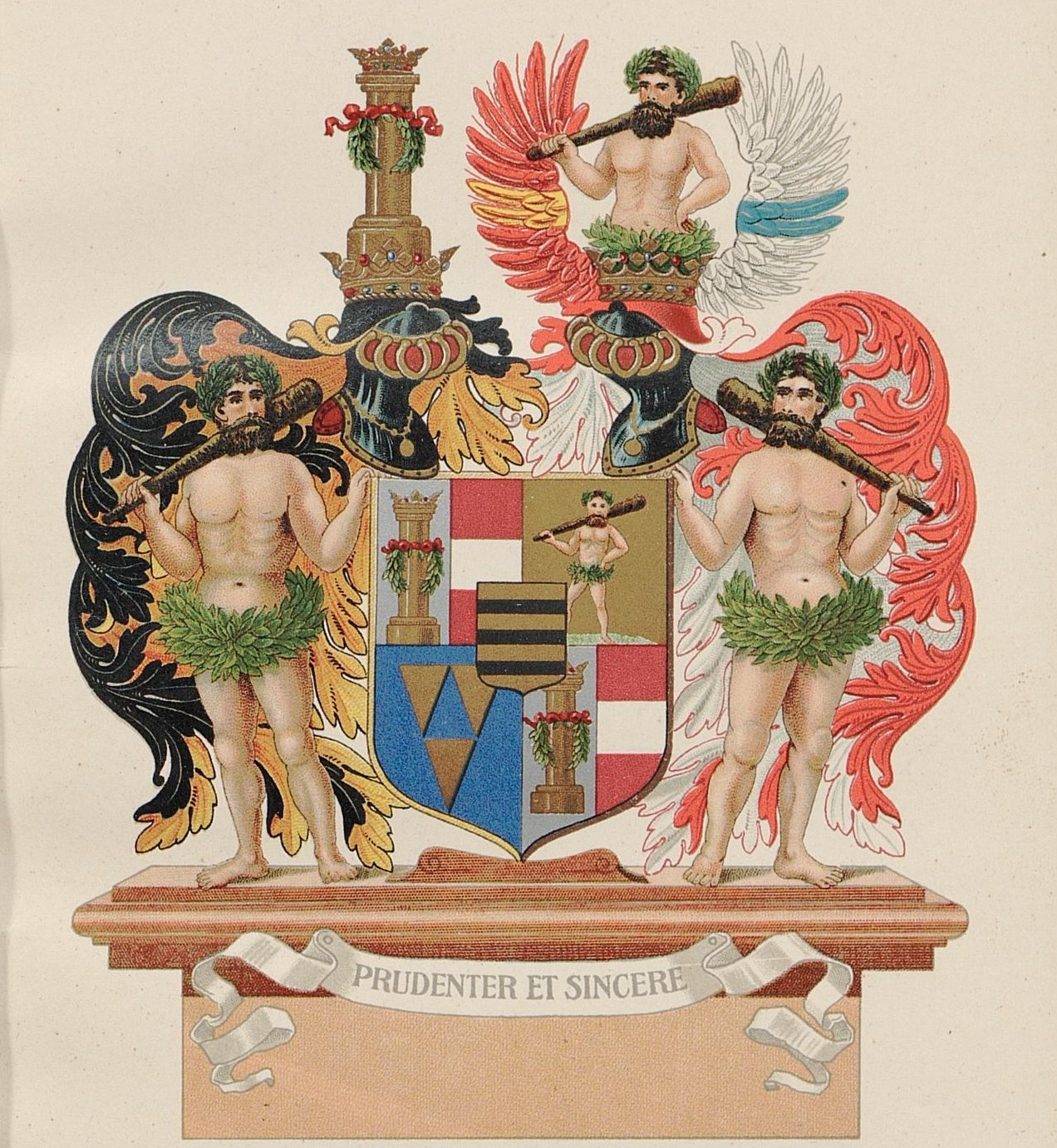
Wappen der Grafen von Kielmansegg (1723)

Alexander Graf von Kielmansegg, vollständig Alexander Friedrich Christian Graf von Kielmansegg(e), (* 13. August 1833 in Hannover; † 25. Oktober 1914 in Gülzow (Lauenburg)) war ein deutscher Marineoffizier in k. u. k. Diensten, zuletzt Konteradmiral, österreichischer Geheimer Rat und Kämmerer sowie Gutsherr von Gülzow.

## Leben
Alexander von Kielmansegg entstammte dem holsteinisch/hannoverschen Zweig der Familie Kielmansegg(e), der in besonderer Weise mit dem Welfenhaus verbunden war. Er war der älteste Sohn des hannoverschen Ministerpräsidenten Eduard von Kielmansegg und dessen Frau Juliane von Zesterfleth. Benannt wurde er nach seinem Onkel, dem österreichischen Offizier Alexander von Kielmansegg, der 1849 an den Folgen einer Verwundung in der Schlacht bei Novara starb. Der spätere k.u.k. Feldmarschallleutnant Oswald von Kielmansegg sowie der Statthalter von Niederösterreich und 1895 kurzzeitige Ministerpräsident von Cisleithanien Erich von Kielmansegg waren seine jüngeren Brüder.
Kielmansegg wuchs zunächst in Hannover auf. Von 1848 bis zu ihrer Schließung 1850 besuchte er die Ritterakademie in Lüneburg. Wie mehrere seiner männlichen Verwandten trat er in den österreichischen Militärdienst. Im Alter von 16 Jahren wurde er am 27. Januar 1850 Seekadett in der Österreichischen Marine und trat in die Marineakademie Fiume ein. 1851 wurde er Fregattenfähnrich und 1854 Linienschiffsfähnrich. 1857 erfolgte seine Ernennung zum Fregattenleutnant, 1859 zum Linienschiffsleutnant. 1866 wurde er zum Korvettenkapitän befördert und 1869 Fregattenkapitän.

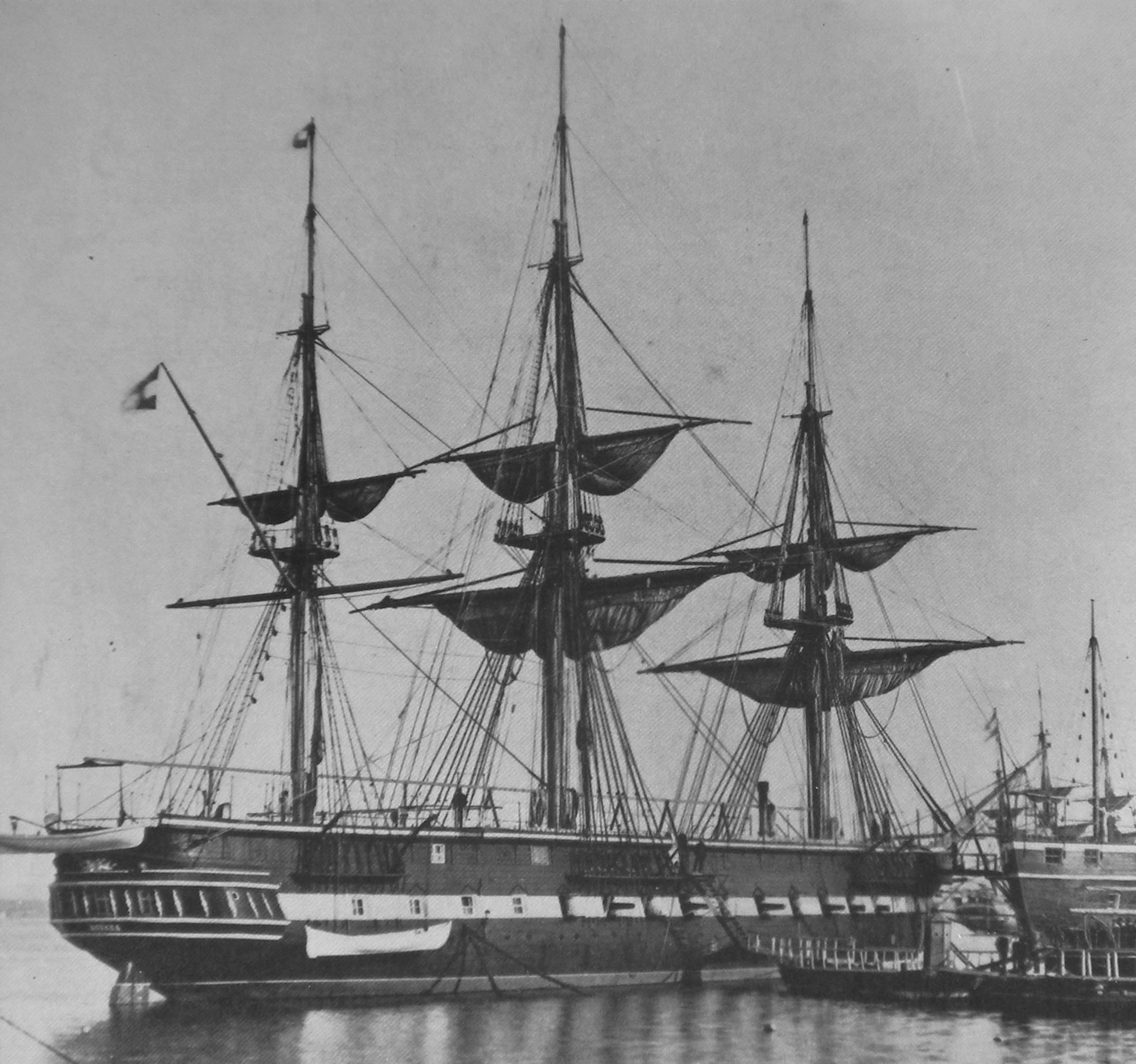
SMS Novara, nach ihrem Umbau von 1861–62 zur Dampffregatte mit Rundheck

Kielmansegg nahm auf der Fregatte SMS Venus an einer Fahrt nach Westindien teil, gemeinsam mit Nikolaus von Württemberg. Von 1857 bis 1859 machte er die berühmte Novara-Expedition mit, die Erdumseglung der Fregatte Novara. In der Folge zwei Jahre lang beurlaubt, tat er auf britischen Kriegsschiffen in Ostindien Dienst, um das Reglement der Royal Navy zu studieren.
In der Seeschlacht von Lissa (1866) während des dritten Italienischen Unabhängigkeitskriegs 1866 war er Kommandant auf dem Kanonenboot der Narenta-Klasse SMS Wal. 1867/68 begleitete er als Berichterstatter im Gefolge von Robert Napier, 1. Baron Napier of Magdala die britische Äthiopienexpedition. Insbesondere sollte er die Versorgung eines gelandeten Heeres durch die Marine studieren. Danach war er längere Zeit der erste Marineattaché an der k.u.k. Gesandtschaft in London. Sein damaliger Kollege an der Botschaft Ernst von Plener schreibt in seinen Memorieren, Kielmansegg sei „ein ausgezeichneter Mann, verläßlicher Freund und allgemein beliebt“ gewesen.
Nach der Niederlage des Königreichs Hannover im Deutschen Krieg, der Besetzung durch Preußen und der Flucht König Georgs V. nach Österreich brachten Alexander von Kielmanseggs Eltern im März 1867 den hannoverschen Kronschatz vom Schloss Marienburg heimlich nach London. Einige der Juwelen hatte Alexanders Onkel, der hannoversche Gesandte in London Adolf von Kielmansegg, Georg V. erst 1858 nach einer langwierigen, 22 Jahre andauernden Erbauseinandersetzung mit dem britischen Königshaus übergeben können. 1869 erhielt das Ehepaar den Auftrag, den Kronschatz von London wieder abzuholen und nach Österreich zu bringen, was der Gräfin gemeinsam mit ihrem Sohn Alexander unter dem Schutz seines Diplomaten-Status ebenfalls unbemerkt gelang. Die Gräfin hatte die Kleinodien teilweise in ihre Kleider eingenäht, während Alexander von Kielmansegg sie an seinem Körper und in zwei Hutschachteln unter Zylinderhüten verbarg. Das Zepter wurde in einen Schirmüberzug untergebracht, und die Krone des Königreichs Hannover war in einer großen Bonbonniere verborgen. Die Reise durfte auf keinen Fall durch preußisches Gebiet gehen. Von London ging die Reise zunächst nach Paris. Alexander von Kielmansegg hatte sich von seinem Vorgesetzten, dem österreichisch-ungarischen Botschafter in London Rudolf Apponyi, einen diplomatischen Kurierpass ausstellen lassen, wodurch er und seine Mutter keiner Zollinspektion unterworfen waren. Mutter und Sohn kamen auf dem Umweg über die Schweiz wohlbehalten nach Wien und konnten die hannoverschen Kronjuwelen komplett abliefern. In den Jahren 1869 bis 1886 befanden sich die Kronjuwelen in der Villa Hügel im 13. Wiener Gemeindebezirk in Hietzing, die Herzog Wilhelm von Braunschweig gehörte und die Georg V. und seiner Familie als Exil diente.
Am 28. März 1884 erhielt Adolf von Kielmansegg den Charakter als Linienschiffskapitän ad honores. 1901 nahm er seinen Abschied. 1913 erhielt er schließlich den Charakter als Konteradmiral.
Am 20. April 1871 heiratete Alexander von Kielmansegg in London Sophia Philippa Sidney († 12. Mai 1907), eine Tochter von Sophia Sidney, Baroness De L’Isle and Dudley. Beide waren entfernt miteinander und mit dem britisch-hannoverschen Königshaus verwandt – Sophia Sydney als Enkelin von Wilhelm IV. und Alexander von Kielmansegg als Urenkel von Johann Ludwig, Reichsgraf von Wallmoden-Gimborn und damit Ururenkel von Georg II. sowie als Urururenkel von Sophia Charlotte von Platen-Hallermund, der Halbschwester von Georg I.
Mit Familienvertrag vom 28. Februar 1862 hatte sein Vater den Besitz des Familienfideikommisses Gülzow im Kreis Herzogtum Lauenburg übertragen bekommen. Im Erbgang kam Gülzow dann 1879 an Alexander von Kielmansegg. Zu seiner Zeit war das Herrenhaus gefüllt mit Kunstwerken aus der Familiengeschichte. Darunter befanden sich, wie Philip Treherne 1912 schrieb, ein Porträt Georgs III. von Johann Zoffany sowie aus dem Nachlass von Sophia Charlotte von Platen-Hallermund, Gräfin Darlington, ein Krönungsstuhl Georgs I., dessen Porträt von Godfrey Kneller und Porträts der Hofdamen der Königin Anne. Alexander von Kielmansegg stellte mehrere der Kunstwerke für die große Londoner Ausstellung Exhibition of the Royal House of Guelph zur Verfügung, die 1891 in der New Gallery in der Regent Street stattfand.
Da Kielmanseggs Ehe ohne Nachkommen blieb, ging Gülzow an seinen Neffen, den österreichischen Konsul Karl von Kielmansegg (1871–1953). Dieser verkaufte Gülzow 1930. Der Verbleib der georgianischen Kunstwerke ist unklar. Der Krönungsstuhl kam nach Hamburg und später in den Kunsthandel. Die Reihe der Hofdamen, eine von Charles Jervas (nicht Kneller) gemalte Schönheitengalerie, ist jedoch erhalten und nach wie vor in Privatbesitz.

## Auszeichnungen
- Orden der Eisernen Krone, Ritter III. Klasse mit Kriegsdekoration (1866)[12]
- Guadalupe-Orden, Offizier[13]
- Bronzene Militärverdienstmedaille am roten Bande
- Kriegsmedaille
- Bronzene Jubiläumserinnerungsmedaille für die bewaffnete Macht
- Militär-Jubiläumskreuz
- K.u.k. Kämmerer (1864)
- K.u.k. Wirklicher Geheimer Rat (1907)